# Gravats del Roc de les Bruixes
El roc de les Bruixes (o gravats del roc de les Bruixes) és un conjunt de gravats rupestres prehistòrics datats de l'edat del bronze. Tenen una superfície d'uns 2 metres quadrats i es troben al sud del poble de Prats (Canillo, Andorra). Els seus descobridors els interpreten com un santuari funerari de l'edat del Bronze i constitueixen les primeres proves d'escriptura a Andorra.

## Descobriment
Aquests gravats han estat descuidats per la població del petit país pirinenc durant molt de temps. No va ser fins a l'any 1962 que l'estudiós Pere Canturri les va redescobrir. En ple treball d'inventari i de prospecció dels llocs amb topònims o llegendes relacionades amb creences i supersticions, va documentar sobre l'indret situant els gravats en el punt que avui la història li reconeix. En funció de la tècnica i el tema els gravats es divideixen en tres grups. El grup majoritari està format pels dibuixos traçats amb una incisió fonda de secció en forma de V. Algunes de les línies semblen anar associades a un segon grup, format per petites cassoletes o clots elaborats amb la tècnica del picotejat. Tant per l'època, com per la temàtica ambdós són comparables a altres conjunts de gravats que s'estenen des del nord d'Itàlia i que són de difícil interpretació. El tercer grup inclou els dibuixos traçats per mitjà d'una incisió fina i que corresponen a diverses figures humanes i a un cavall probablement d'època medieval.

## Llegenda
La creença popular interpreta aquestes traces com les marques deixades per les ungles del dimoni en una lluita que aquest va mantenir amb les bruixes medievals de Canillo. Aquestes, en una disputa cruel i sanguinària, expulsaren el diable que tant les amenaçava. Mentre ell queia per l'abisme, deixa les seves ungles marcades a la paret. Així mateix el poble de Prats començarà a considerar el Roc com un lloc on les bruixes invoquen les forces del mal. Davant la necessitat de no provocar els elements o de no caure embruixat, la gent identificarà aquestes roques amb el nom del "roc de les Bruixes". Per entendre la interpretació que en fa la creença popular cal desplaçar-se al segle xix on la creença en bruixes i presència de bandolers va fomentar aquestes i moltes altres llegendes.
Precisament el Manual Digest, redactat al segle xviii, recull costums, geografia, història i institucions d'Andorra. El llibre havia de servir de referent a tots els polítics andorrans de l'època per tal d'instruir-los davant les conseqüències de la Guerra de Successió Espanyola. En el llibre es pot apreciar de certa manera el mode de pensament d'aquella època i, per tant, contextualitzar la llegenda dels Gravats del Roc de les Buixes.